# Кортен (Молдова)
 Тази статия е за селото в Молдова.  За селото в България вижте Кортен.  
Корте́н (на украински: Кірютня; на молдовски: Corten) е село, разположено в Тараклийски район, Молдова.

## История
Селото е основано през 1829 година от български преселници, принудени да напуснат родната си страна по време на руско-турските конфликти. Кръстено е на село Кортен, Новозагорско откъдето са повечето преселници. Новата колония е утвърдена с указ на император Николай I от 23 февруари 1832 г., като ѝ е присвоено името "Кирютня". Днес селото се намира на територията на република Молдова. На молдовски името се изписва "Corten".
Днес в селото има ямболска и сливенска махала.

## География
Селото се намира на 11 км от град Чадър Лунга (в Гагаузия), 20 км от град Тараклия, и на 141 км от столицата Кишинев.

## Население
Населението на селото през 2004 година е 3407 души, от тях:
- 3036 души (89,11 %) – българи
- 2,88 % – руснаци
- 2,67 % – гагаузи
- 2,38 % – молдовани
- 1,61 % – украинци
- 1,00 % – цигани
- 0,35 % – други националности

## Личности
- Георги Барбаров – поет
- Васил Минчев - писател, журналист, член на Съюза молдовските писатели "А. С. Пушкин"
- Димитьр Иванов Гургуров- основател на Историко-етнографски музей, автор на 3 книги за бьлгарския произход на гагаузите и «Кортенски шеги от Бесарабия».
- Михаил Георгиев Станчев - доктор на историческите науки, професор, чуждестранен член на Българската академия на науките, завеждащ катедра по нова и най-нова история в Харковския национален университет "В. Н. Каразин". Автор на 30 монографии и над 300 научни статии, издадени на български, украински, руски, полски, английски, френски, испански, хърватски, литовски, румънски и чешки езици.
- Афанасий Никодимович Таукчи, съветски държавен и стопански деятел, Герой на социалистически труд, организатор на селскостопанско производство.
- Савелий Захарович Новаков, доктор по история, до 1969 г. е  директор на училището в Кортен, ръководител отдел "Българознание" в Молдовската академия на науките.